# Damernas turnering i volleyboll vid olympiska sommarspelen 1980
Damernas turnering i volleyboll vid olympiska sommarspelen 1980 spelades mellan 21 och 29 juli 1980. Totalt deltog åtta lag i turneringen. Av de ursprungligen kvalificerade lagen bojkottade USA, Japan och Kina spelen och ersattes av Brasilien, Bulgarien och Ungern. Lagen delades upp i två fyralagsgrupper där de två främsta gick vidare till finalspel. Till slut stod Sovjetunionen som segrare efter en finalseger över Östtyskland.

## Gruppspel

### Grupp A
| Plac. | Lag           | Matcher | W | L | SF | SA | PF  | PA  | Poäng |
| ----- | ------------- | ------- | - | - | -- | -- | --- | --- | ----- |
| 1     | Sovjetunionen | 3       | 3 | 0 | 9  | 2  | 153 | 99  | 6     |
| 2     | Östtyskland   | 3       | 2 | 1 | 7  | 6  | 166 | 160 | 5     |
| 3     | Kuba          | 3       | 1 | 2 | 4  | 6  | 117 | 117 | 4     |
| 4     | Peru          | 3       | 0 | 3 | 3  | 9  | 108 | 168 | 3     |

### Grupp B
| Plac. | Lag       | Matcher | W | L | SF | SA | PF  | PA  | Poäng |
| ----- | --------- | ------- | - | - | -- | -- | --- | --- | ----- |
| 1     | Bulgarien | 3       | 2 | 1 | 7  | 4  | 138 | 104 | 5     |
| 2     | Ungern    | 3       | 2 | 1 | 8  | 6  | 161 | 170 | 5     |
| 3     | Rumänien  | 3       | 2 | 1 | 7  | 7  | 157 | 153 | 5     |
| 4     | Brasilien | 3       | 0 | 3 | 4  | 9  | 142 | 171 | 3     |

## Slutspel
|  | Semifinaler   | Semifinaler |   |           | Final         | Final |  |
|  |               |             |   |           |               |       |  |
|  |               |             |   |           |               |       |  |
|  | Östtyskland   | 3           |   |           |               |       |  |
|  | Bulgarien     | 2           |   |           |               |       |  |
|  |               |             |   |           |               |       |  |
|  |               |             |   |           |               |       |  |
|  |               |             |   |           | Sovjetunionen | 3     |  |
|  |               | Östtyskland | 1 |           |               |       |  |
|  |               |             |   |           |               |       |  |
|  |               |             |   |           |               |       |  |
|  |               |             |   |           | Bronsmatch    |       |  |
|  |               |             |   |           |               |       |  |
|  | Sovjetunionen | 3           |   | Bulgarien | 3             |       |  |
|  | Ungern        | 0           |   |           | Ungern        | 2     |  |

### Final
| 29 juli 1980 | Sovjetunionen | 3 - 1                          | Östtyskland   |  |
| 29 juli 1980 | 15 11 15 56   | Set 1 Set 2 Set 3 Set 4 Totalt | 12 15 13 7 47 |  |